# Mary Lefkowitz
Mary Rosenthal Lefkowitz (* 30. April 1935 in New York City) ist eine US-amerikanische Altphilologin.
Mary R. Lefkowitz studierte am Wellesley College in Massachusetts und erlangte dort 1957 den B.A.-Grad. Am Radcliffe College promovierte sie 1961. Später wurde sie am Wellesley College Professorin, was sie bis zu ihrer Emeritierung blieb. Lefkowitz beschäftigt sich vor allem mit der griechischen Mythologie und der Geschichte der antiken Frauen. In ihren Hauptwerken verband sie beide Teilbereiche. Einem größeren Publikum wurde sie vor allem als Kritikerin des die griechische Mythologie vereinnahmenden Afrozentrismus bekannt. In ihrem 1996 in Verbindung mit Guy MacLean Rogers geschriebenen Buch Black Athena Revisited setzt sie sich mit den von Martin Bernal in seinem Buch Black Athena vertretenden Vorstellungen auseinander, dass die griechische Mythologie in semitischen und afrikanischen Vorbildern wurzelt.
Sie war Mitbegründerin der Association of Literary Scholars, Critics, and Writers.
Lefkowitz war von 1982 bis zu dessen Tod im Jahr 2009 mit dem Oxforder Professor Sir Hugh Lloyd-Jones verheiratet.

## Werke
- Die Töchter des Zeus. Frauen im alten Griechenland, C.H. Beck, München 1992 (Original: Women in Greek Myth, 1986) ISBN 3-406-36768-2